# You & Me
You & Me é o quinto álbum de estúdio do guitarrista de blues-rock estadunidense Joe Bonamassa.

## Faixas
1. High Water Everywhere (cover de Charlie Patton) - 4:06
2. Bridge to Better Days - 5:07
3. Asking Around for You - 4:17
4. So Many Roads (cover de Otis Rush) - 7:05
5. I Don't Believe (cover de Bobby Bland) - 3:22
6. Tamp Em (cover de Ry Cooder) - 2:30
7. Django - 4:56
8. Tea for One (cover de Led Zeppelin) - 9:34
9. Palm Trees Helicopters and Gasoline - 1:47
10. Your Funeral and my Trial  (cover de Sonny Boy Williamson) - 2:59
11. Torn Down - 4:28

## Paradas Musicais
| Parada Musical (2006)         | Posição | Ref.  |
| ----------------------------- | ------- | ----- |
| Dutch Albums Chart            | #68     | [ 2 ] |
| US Billboard Top Blues Albums | #1      | [ 3 ] |